# Svenska Cellulosa Aktiebolaget

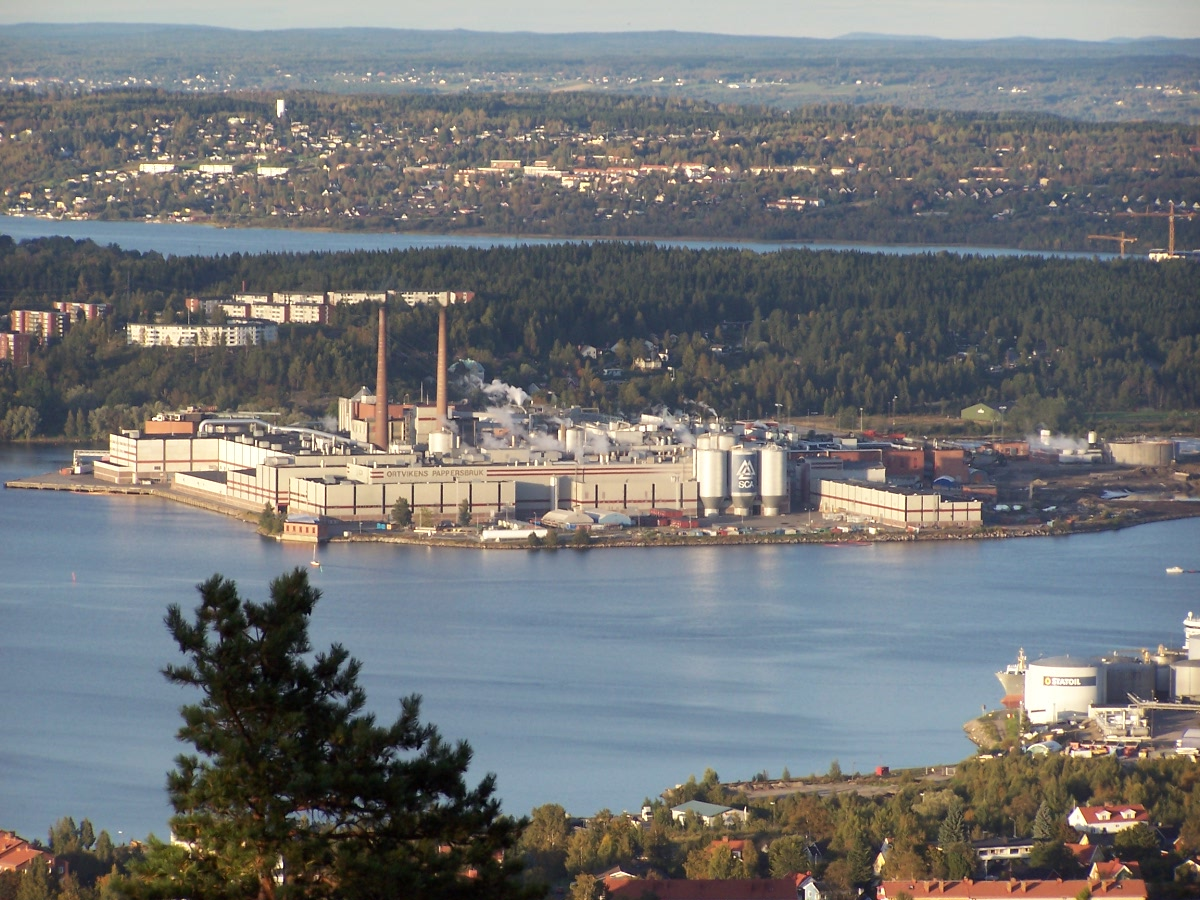
Une usine de papier en Suède

SCA est un groupe international suédois fondé en 1929 qui fabrique des produits d'hygiène et forestiers. L'entreprise compte 44 000 employés, avec un chiffre d'affaires de 10,05 milliards d'euros.
Ses filiales françaises SCA Hygiene Products et SCA Tissue France exploitent actuellement les marques de produits Lotus, Okay, Demak-up et Tork, et les produits d'hygiène Nana et Tena.
Le groupe fabrique et commercialise également du papier d'impression (SCA Graphic paper) et du bois massif pour la construction et la fabrication de meubles (marque PLF).

## Histoire
En 1988, SCA se porte acquéreur du fabricant de couches Peaudouce et des serviettes Nana auprès de LVMH, activités ce dernier possédait depuis le rachat de Agache-Willot-Boussac.
En 1996, SCA, après avoir fermé l'usine de Moyenmoutier un an plus tôt, revend la marque Peaudouce à Kimberly-Clark, mais conserve les usines de Linselles et de Pontchâteau, pour produire des couches vendues sous marque de distributeur. 
En 1998, à la suite du rachat de l'entreprise espagnole Marpo produisant des mouchoirs en papier, et du groupe allemand Papierwerke Waldhof Aschaffenburg (PWA), spécialisé dans le papier toilette, SCA annonce la fermeture de l'unité de Croisset, ainsi que celle de l'usine de couches de Pontchâteau.
En 2003, SCA rachète le papetier italien Carto Invest et annonce la fermeture de l'usine de Rantigny, ainsi que celle de Mâcon l'année suivante.
En 2007, SCA reprend cinq usines de fabrication de mouchoirs au groupe Procter & Gamble qui y fabrique les produits Kleenex : une en France (Saint-Cyr-en-Val), une en Italie (Lucques), une au Royaume-Uni (Manchester), et deux en Allemagne (Witzenhausen et Neuss). Dans le même temps, l'entreprise souhaite fermer le site de fabrication de ouate de cellulose de Roanne mais finalement le revend à l'entreprise britannique LCP Group.
En 2011, SCA rachète l'ensemble de l'activité européenne de Georgia-Pacific, comprenant 15 usines, 5 000 salariés et les marques Lotus, Okay et Demak-up. La même année, le groupe ferme l'usine historique Peaudouce de Linselles, victime d'une baisse progressive de l'activité. Dans le même temps, SCA se sépare de son activité emballages, vendue à DS Smith.
En octobre 2015, SCA acquiert le producteur de papier américain Wausau Paper pour 513 millions de dollars.
En août 2016, SCA annonce son intention de scinder en 2017 ses activités en deux entreprises distinctes avec d'une part la gestion forestière, dont elle est le leader européen et d'autre part par la fabrication de produits d'hygiène à base de cellulose, secteur où elle est la deuxième grande entreprise à l'échelle mondiale.
En décembre 2016, SCA annonce l'acquisition pour 2,7 milliards d'euros de BSN Medical, une entreprise allemande de matériel médial notamment de pansements et d'attelles,.

## Actionnaires
Liste des principaux actionnaires au 30 octobre 2019.
| AMF Fonder                        | 11,0 % |
| Industrivärden                    | 10,8 % |
| Norges Bank Investment Management | 6,67 % |
| Swedbank Robur Fonder             | 5,52 % |
| AFA Sjukförsäkringsaktiebolag     | 4,18 % |
| Alecta Pension Insurance          | 3,26 % |
| Fidelity Management & Research    | 2,95 % |
| The Vanguard Group                | 2,74 % |
| Schroder Investment Management    | 2,67 % |
| SEB Investment Management         | 2,41 % |

## Marques
En France, SCA commercialise six marques du groupe :
- Lotus est une marque de papier toilette et de mouchoirs. Fin 2013, le papier toilette Lotus représente 37 % des parts de marché en valeur du marché[21].
- Okay est une marque d'essuie-tout.
- Demak-Up est une marque de produits démaquillants (cotons, lingettes, démaquillants). Elle a lancé en 2014 sa dernière gamme de produits Expert qui facilite l’élimination du maquillage tenace[21].
- Lotus Professional est devenu Tork à la suite du rachat des activités européennes de Georgia-Pacific par SCA[22]. La marque propose des produits et solutions d’hygiène aux professionnels de l’hôtellerie restauration, de l'industrie, aux institutions et aux entreprises. Les distributeurs de serviettes enchevêtrées Tork Xpressnap Image a remporté l'édition 2014 du concours Red Dot Award qui récompense le meilleur design produit[23].
- Nana est une marque d’hygiène féminine. Elle a lancé en 2014 son dernier produit Nana Multistyle, un protège-lingerie flexible fait pour s’adapter à toutes les formes de lingerie[24]. Le produit Nana Ultra (« Enroulez, fermez, jetez ») a été élu Produit de l’Année 2015.
- TENA est une marque de soins d’incontinence. La marque a souhaité rajeunir son image avec son produit Lights by TENA qui s’adresse aux fuites urinaires des femmes de 35 ans et plus[25].
- Lotus Baby : couches-culottes et lingettes à destination du change des nourrissons.

## Implantation
SCA dispose d'une implantation industrielle de 48 sites dans le monde. Propriétaire de forêts dans le Nord de la Suède, le groupe y est doté d'une installation de fabrication de pâte à papier. Il possède également trois papeteries : à Aylesford en Angleterre, à Ortviken en Suède, et à Laakirchen en Autriche.
SCA possède six usines en France, toutes certifiées PEFC : 
- Saint-Cyr-en-Val, ancienne usine Kimberly-Clark passée entre les mains de Procter & Gamble en 1998[29] ;
- à Theil-sur-Huisne, une unité produisant du papier toilette et de l'essuie-tout ;
- à Gien et à Kunheim, deux usines fabriquant du papier toilette, des mouchoirs et de l'essuie-tout ;
- à Saint-Étienne-du-Rouvray, un site de production de papier toilette et essuie-tout pour les marques de distributeurs[30] ;
- à Hondouville se situe l'usine fabricant les articles d'hygiène vendus aux professionnels sous la marque Lotus Professional

Les quatre dernières de la liste sont issues du rachat de Georgia-Pacific.
Il a pour principal concurrent en Europe le groupe italien Sofidel, qui détient les marques Regina, Sopalin et Le Trèfle.